# سزارس انترتینمنت
سزارس اینترتینمنت (انگلیسی: Caesars Entertainment) شرکت سرگرمی آمریکایی است، که در سال ۱۹۹۶ تأسیس شد.